# 만경대유희장
만경대유희장(萬景臺遊戲場)은 조선민주주의인민공화국 평양시 만경대구역에 위치한 놀이공원이다.